# Indech
Indech mac Dé Domnann ['indʼex mak dʼe 'dovnaN] („Indech, Sohn des Gottes Domnu“) ist eine Sagengestalt aus dem Lebor Gabála Érenn der keltischen Mythologie Irlands. Er ist ein Bruder des Königs Balor.

## Mythologie
In der Erzählung über die zweite Schlacht von Mag Tuired ist Indech ein König der Fomori. Er tötet in diesem Kampf Ogma aus dem Volke der Túatha Dé Danann, wird aber dann ebenfalls von Lugh erschlagen. In einer anderen Version der Sage töten sich Indech und Ogma gegenseitig im Zweikampf während der Schlacht. Sein Sohn Octriallach kämpft ebenfalls in dieser Schlacht und verschüttet dann die Heilquelle Dian Cechts.

## Comicfigur
In den Fomor-Comics von Marvel Enterprises kommt Indech als Schleim-Monster vor, neben ebenfalls aus der Mythologie bekannten Fomori-Figuren wie Balor, Bress, Elatha und Tethra, die alle kaum Ähnlichkeit mit ihren Namensvettern haben.

## Weblink
- (anonymer Autor): The Second Battle of Mag Tuired. Forgotten Books, ISBN 1-60506-137-9, S. 30. (books.google.at)